# Sárgafarú darázscincér
A sárgafarú darázscincér (Plagionotus detritus) a rovarok (Insecta) osztályának a bogarak (Coleoptera) rendjébe, ezen belül a mindenevő bogarak (Polyphaga) alrendjébe és a cincérfélék (Cerambycidae) családjába tartozó faj.

## Előfordulása
A sárgafarú darázscincér elterjedési területe Európa. A bogár rendszeresen előfordul, helyenként gyakori.

## Megjelenése
A sárgafarú darázscincér 10-19 milliméter hosszú. Teste sötétbarna, hengeres, hátrafelé keskenyedő. A szárnyfedők töve, a csápok és a lábak sárgásbarnák. A szárnyfedőkön a négy harántcsík sűrű, sárga szőrzettel fedett, mintázatuk változó.

## Életmódja
A sárgafarú darázscincér a tölgyerdőkben mindenütt gyakori. A bogarak májustól júliusig a tölgyfák kérgén találhatóak, a lárvák a kéreg alatt rágnak, és a farészében bábozódnak be.